# Elaphocera tethys
Elaphocera tethys är en skalbaggsart som beskrevs av Edmund Reitter 1902. Elaphocera tethys ingår i släktet Elaphocera och familjen Melolonthidae. Inga underarter finns listade i Catalogue of Life.